# Gorman (Teksas)
Gorman je grad u američkoj saveznoj državi Teksas. Prema popisu stanovništva iz 2010. u njemu je živjelo 1.083 stanovnika.